# ルアペフ山
ルアペフ山（ルアペフさん、マオリ語: Ruapehu）は、ニュージーランドの北島、トンガリロ国立公園の中心となる火山である。タウポ湖南岸から約40km南西にある。3つの峰があり、その一つのタフランギ峰（2,797m）が北島の最高峰である。首都ウェリントンから北へ約200km。
ルアペフとは、マオリ族の言葉で「音のする穴」「爆発する穴」などの意味がある。

## 災害
ルアペフ山は、1861年以降1997年までに11回噴火している。
最も大きな被害を出した災害は、1953年のものである。1945年の噴火によって火口湖が崩壊し、その跡が火砕物によって堰止められた。ここに貯まった水が再び火口湖を形成し、噴火から8年後の1953年12月24日、この火口湖が決壊した。土石流（ラハール）がファンガエフ川を流れ下り、タンギワイの鉄道橋を損傷。警告が間に合わず、通りかかった列車とともに崩落した。乗員乗客 285名中151名が死亡（未発見遺体・約20）。
現在、火口湖は ERLAWS (Eastern Ruapehu Lahar Alarm and Warning System) によって監視されている。
昨今では、2006年10月に火山活動。2007年3月18日にラハールが発生。2007年9月25日の噴火により3人が負傷している。

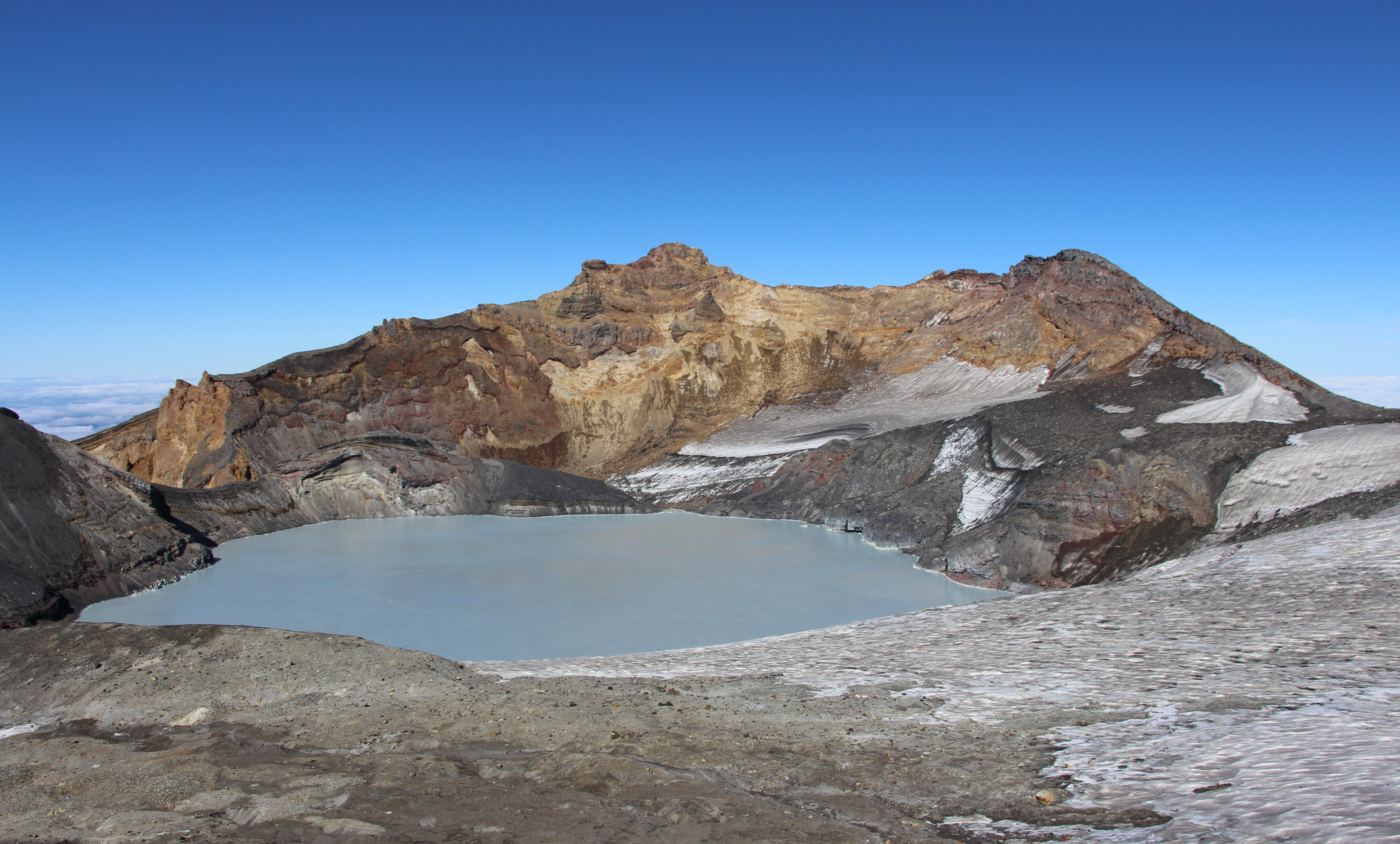
山頂火口
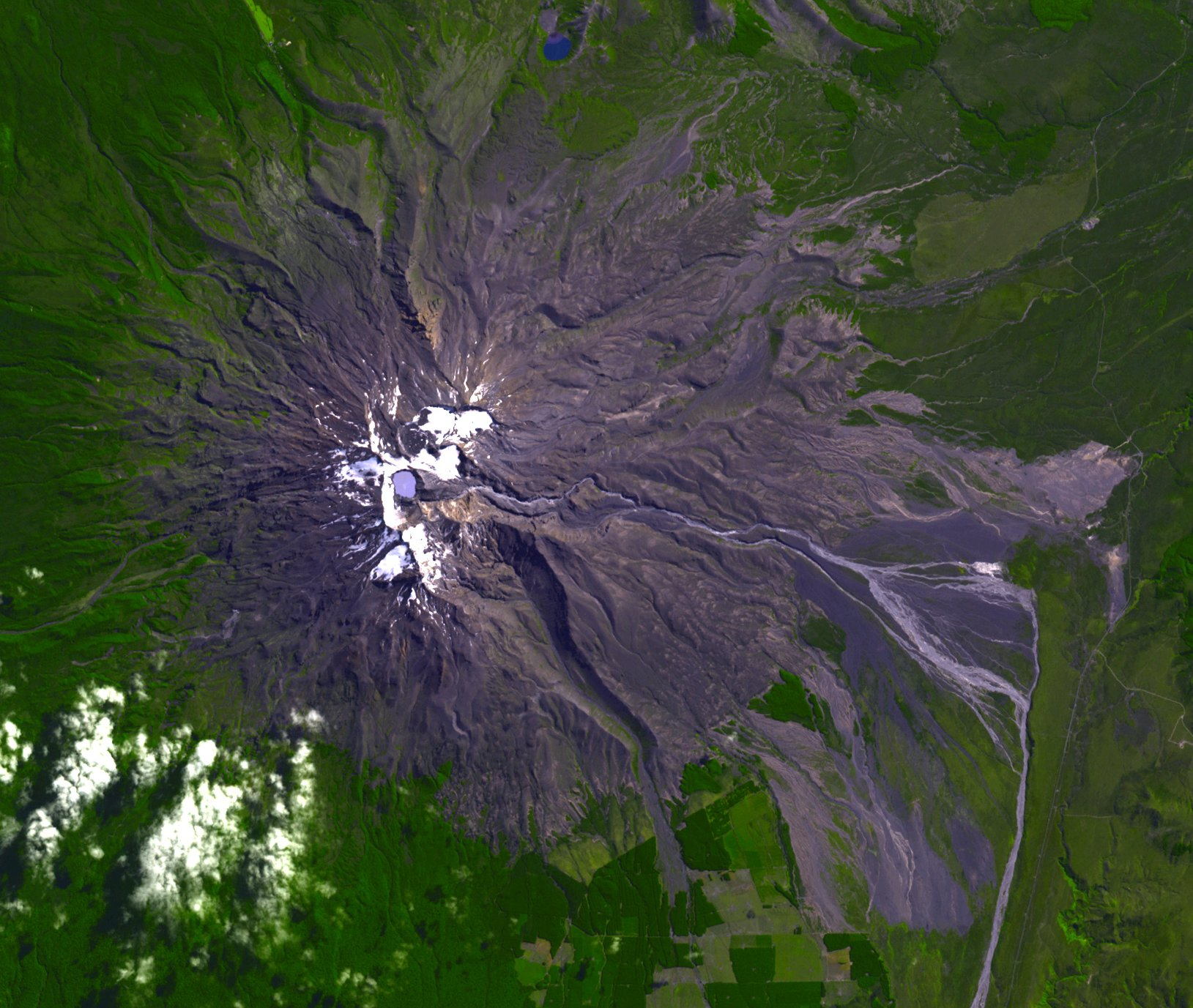
衛星写真
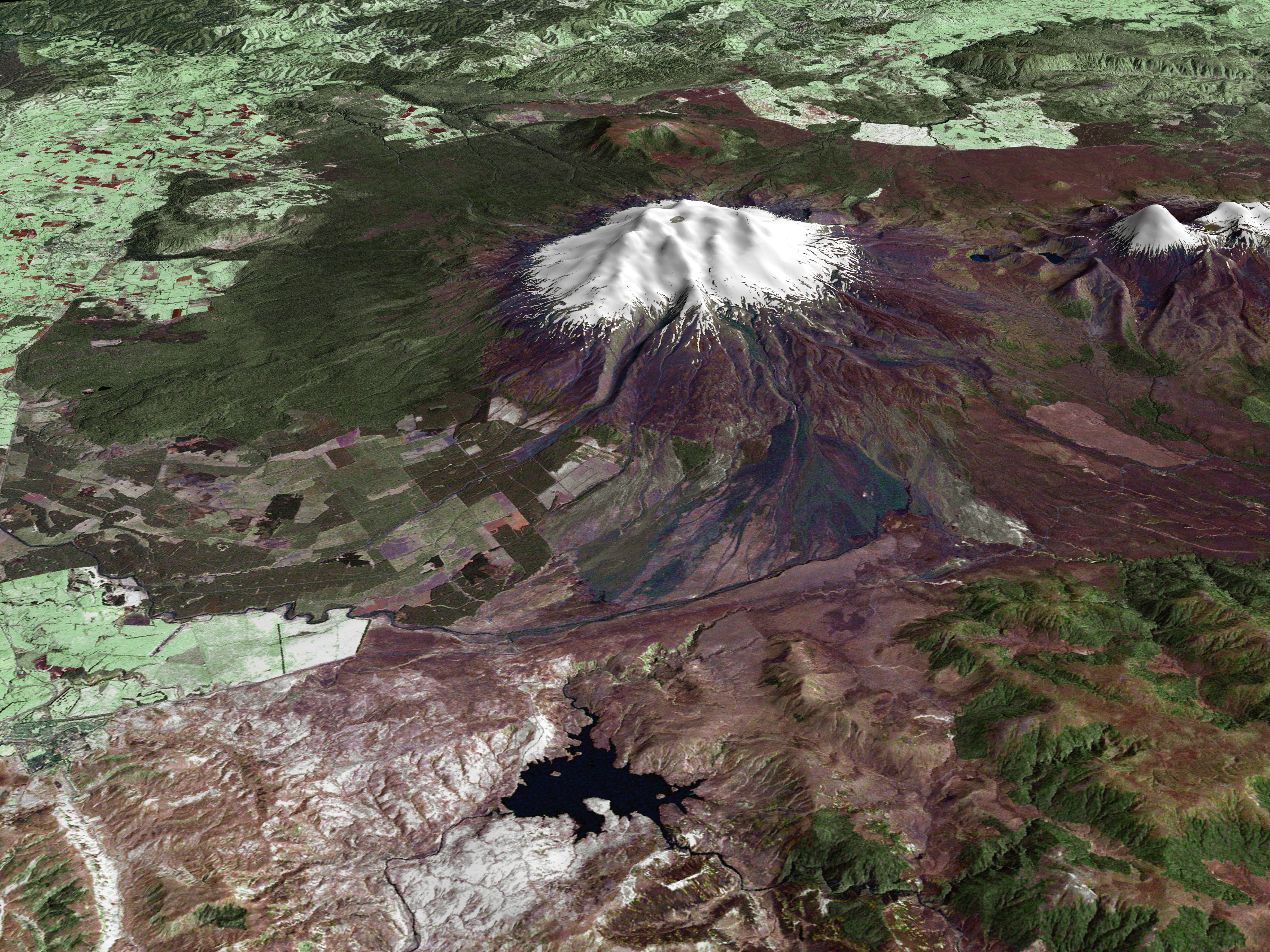
3DCG
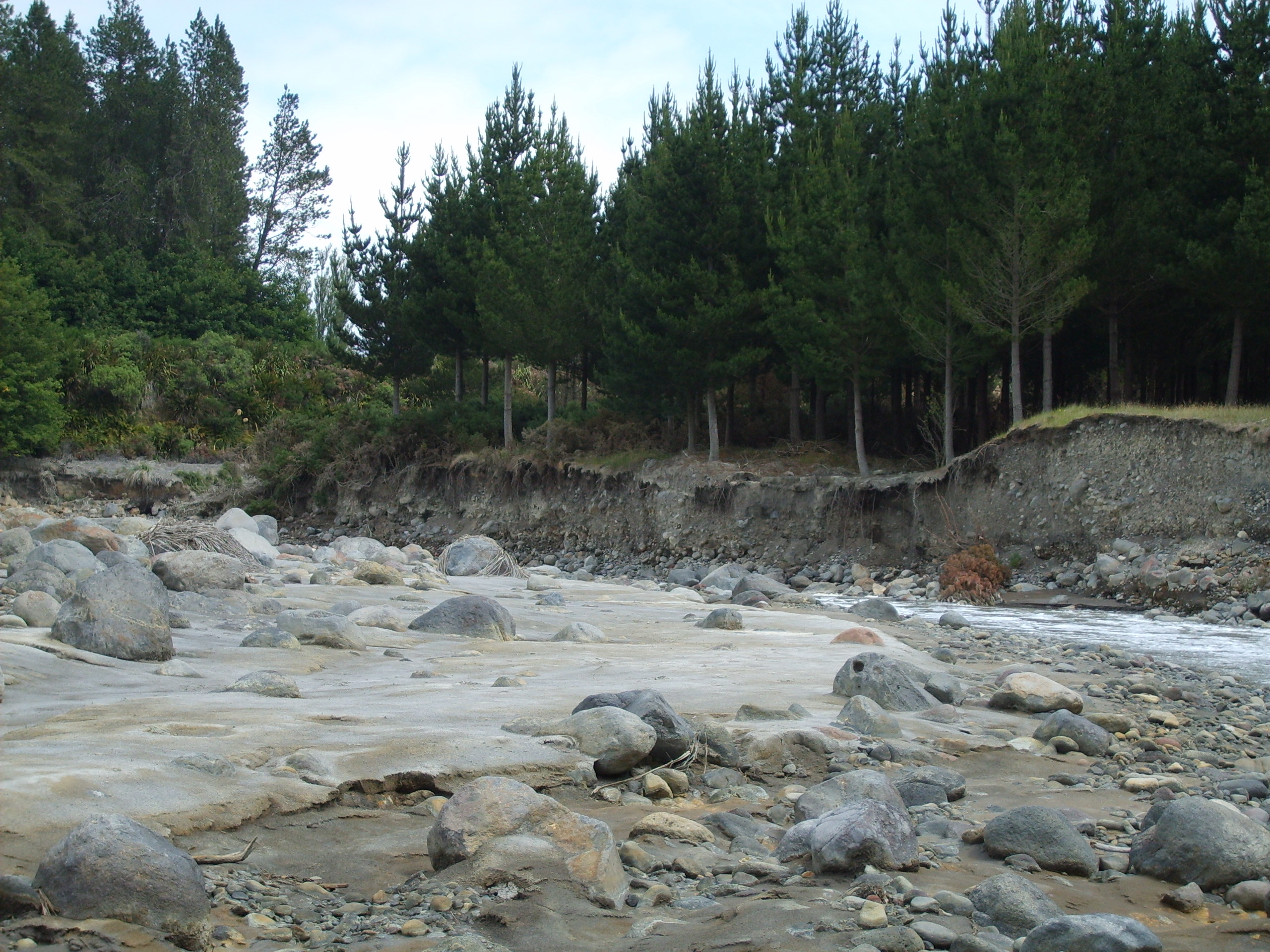
ラハールの痕跡（2008年1月・タンギワイ付近）